# Парламент Енглеске
Парламент Енглеске је био законодавно тело Краљевства Енглеске, који је постојао од почетка 13. века до 1707. када је постао Парламент Велике Британије након политичке уније Енглеске и Шкотске којом је створено Краљевство Велика Британија.
Краљ Вилијам I Освајач је 1066. увео систем у ком је он тражио савет од земљопоседника и свештенства пре него што би се донео закон. Земљопоседници су 1215. осигурали Велику повељу слободе од краља Јована, који је осигурано да краљ не може да уводи или прикупља било какве порезе (осим већ постојећих феудалних такси), без сагласности својих краљевског савета што је постепено еволуирало у парламент. Први енглески парламент, чији чланови нису били само више племство и свештенство, је сазвао побуњени барон Симон де Монфорт и састао се 20. јануара 1265. у Вестминстерској палати. Доњи дом чинила два представника нижег племства из сваке грофовије и два грађанина из свих већих градова, а Горњи дом барони и више свештенство.
Током векова, парламент је постепено ограничавао моћ енглеске монархије што је кулминирало Енглеским грађанским ратом и суђењем и погубљењем краља Чарлса I 1649. Након обнове монархије под краљем Чарлсом II и потоњом Славном револуцијом из 1688. првенство парламента је било успостављено као принцип и сви будући енглески и красније британски монарси си були ограничени на улогу уставног монарха са ограниченим извршним ауторитетом. Акт о унији из 1707. је спојио енглески парламент са Парламентом Шкотске у Парламент Велике Британије. Када је Парламент Ирске укинут 1801, његови бивши чланови су придодати у тело које се данас назива Парламент Уједињеног Краљевства.